# Divorce Attorney Shin
Divorce Attorney Shin (hangul: 신성한, 이혼) (bra: O Advogado de Divórcio) é uma série de televisão sul-coreana de 2023 estrelada por Cho Seung-woo, Han Hye-jin, Kim Sung-kyun e Jung Moon-sung. Baseado na webtoon de mesmo nome feita por Kang Tae-kyung, foi ao ar na JTBC de 4 de março a 9 de abril de 2023, sendo exibida todos os sábados e domingos às 22h30 (KST), totalizando 16 episódios. Também está disponível para streaming no TVING, na Coreia do Sul, e na Netflix, em regiões selecionadas.

## Sinopse
A série retrata a história turbulenta e os desafios cotidianos de Shin Sung-han (Cho Seung-woo), um advogado especializado em casos de divórcio.

## Elenco

### Principal
- Cho Seung-woo como Shin Sung-han[11]

Antigo professor em uma faculdade de música na Alemanha, mas que, ao receber notícias chocantes, torna-se um advogado especializado em divórcios.
- Han Hye-jin como Lee Seo-jin[12]

Uma ex-meteorologista que atualmente trabalha como DJ de rádio.
- Kim Sung-kyun como Jang Hyeong-geun[13]

Amigo de ensino médio de Sung-han e gerente de seu escritório de advocacia.
- Jung Moon-sung como Jo Jeong-sik[14]

CEO da Jo Jeong-sik Real Estate, que é amigo do ensino médio de Sung-han e Hyeong-geun.

### Recorrente
- Kang Mal-geum como Kim So-yeon[15]

A filha mais nova de uma dona de um restaurante de ramen.
- Cha Hwa-yeon como Ma Geum-hee[16]

Mãe de Jeong-guk. Dona da Daenam Electronics.
- Jeon Bae-soo como Park Yu-seok[15]

Advogado associado da Geumhwa Law Firm.
- Noh Susanna como Jin Young-joo[16]

Esposa de Jeong-guk.
- Han Eun-seong como Choi Jun[15]

Advogado estagiário no escritório de advocacia Geumhwa.
- Lee Eun-jae como Yoo Sae-bom[17]

Funcionária do escritório de advocacia de Sung-han.
- Kim Tae-hyang como Seo Jeong-guk[18]

Marido de Young-joo e ex-marido de Ju-hwa. O único herdeiro da Daenam Electronics.
- Yoo Joo-hye como Bang Ho-yong[19]

Radialista e colega de trabalho de Seo-jin.
- Kong Hyun-ji como Shin Ju-hwa[20]

Irmã de Sung-han e ex-mulher de Jeong-guk.
- Lee Ho-jae como Seo Chang-jin

Marido de Geum-hee.
- Kim Joon-eui como Seo Gi-yeong[17]

Filho de Jeong-guk e Ju-hwa.
- Kang Hye-won como Seo Ha-yul[17]

Filha de Jeong-guk e Young-joo.

### Outros

#### Caso de divórcio n° 1
- Park Jung-pyo como Kang Hee-sub[21]

Ex-marido de Seo-jin.
- Jang Seon Yul como Kang Hyun Woo[22]

Filho de Hee-sub e Seo-jin.

#### Caso de divórcio n° 2
- Hwang Jung-min como Park Ae-ran[23]

Esposa de Byeong-cheol. Uma cliente que bateu na sogra.
- Lee Sang-goo como Seo Byeong-cheol[23]

Marido de Ae-ran.
- Heo Jin como Park Eul-boon

Mãe de Byeong-cheol.
- Park Se-yeong como Seo Mi-yeong

Filha mais velha de Byeong-cheol e Ae-ran.
- Lee Seo-yeon como Seo Mi-so

A filha mais nova de Byeong-cheol e Ae-ran.

#### Caso de divórcio n° 3
- Chun Joong-yong como Choi Jung-ho[24]

Marido de Ji-yeon.
- Kim Si-young como Kim Ji-sook[24]

Uma cabeleireira que está tendo um caso com Jung-ho.
- Oh Yoon-hong como Park Ji-yeon[24]

Esposa de Jung-ho.
- Cha Sung-je como Choi Min-soo[24]

Filho de Jung-ho e Ji-yeon.

#### Caso de divórcio n° 4
- Choi Jae-sub como Ma Choon-suk

Marido de Dinh Thi Hoa.
- Nguyen Thi Huong como Dinh Thi Hoa

Esposa de Choon-suk, nativa do Vietnã.

#### Caso de divórcio n° 5
- Lee Yoon-soo como Cho Min-jung

Esposa de Hyun-tae.
- Im Ji-kyu como Park Hyun-tae

Marido de Min-jung.
- Lee Seung-chul como pai de Min-jung
- Kang Ae-sim como mãe de Min-jung

#### Outros papéis
- Kim Gwang-sik como Sr. Jung (Ep. 5, 7, 12)[25]
- Lee Soo-bin como Park Chae-rin (Ep. 2)

Ex-aluno de Sung-han. Um pianista.
- Oh Soon-tae como namorado de Ji-eun (Ep. 5)
- Min Jae-wan como PD (Ep. 3)[26]

### Participações especiais
- Ahn Dong-goo como Jung Ji-hoon (Ep. 1)

Um Chef que está tendo um caso com Seo-jin.
- Jang So-yeon como Ji-eun (Ep. 3, 5, 6)[27]

Esposa separada de Hyeong-geun, que pediu o divórcio e morava com outro homem.
- Kim Hae-sook como mãe de Kim So-yeon[28]

Mulher do restaurante ramen.

## Audiência
| Temporada | Temporada | Ep. 1 | Ep. 2 | Ep. 3 | Ep. 4 | Ep. 5 | Ep. 6 | Ep. 7 | Ep. 8 | Ep. 9 | Ep. 10 | Ep. 11 | Ep. 12 | Audiência |
| --------- | --------- | ----- | ----- | ----- | ----- | ----- | ----- | ----- | ----- | ----- | ------ | ------ | ------ | --------- |
|           | 1         | 1.712 | 1.656 | 1.039 | 1.403 | 1.174 | 1.560 | 1.160 | 1.452 | 1.257 | 1.470  | 1.193  | 2.073  | 1.429     |

| Ep. | Data de transmissão original | Parcela média de audiência (Nielsen Korea) | Parcela média de audiência (Nielsen Korea) |
| Ep. | Data de transmissão original | Nacional                                   | Seul                                       |
| --- | ---------------------------- | ------------------------------------------ | ------------------------------------------ |
| 1 | 4 de março de 2023           | 7.272% (1º)                                | 8.140% (1º)                                |
| 2 | 5 de março de 2023           | 7.317% (1º)                                | 7.948% (1º)                                |
| 3 | 11 de março de 2023          | 4.792% (1º)                                | 5.797% (1º)                                |
| 4 | 12 de março de 2023          | 6.531% (1º)                                | 6.959% (1º)                                |
| 5 | 18 de março de 2023          | 5.663% (1º)                                | 6.712% (1º)                                |
| 6 | 19 de março de 2023          | 7.520% (1º)                                | 8.295% (1º)                                |
| 7 | 25 de março de 2023          | 5.668% (1º)                                | 6.683% (1º)                                |
| 8 | 26 de março de 2023          | 6.778% (1º)                                | 7.560% (1º)                                |
| 9 | 1 de abril de 2023           | 6.042% (1º)                                | 6.934% (1º)                                |
| 10 | 2 de abril de 2023           | 6.929% (1º)                                | 8.138% (1º)                                |
| 11 | 8 de abril de 2023           | 5.429% (1º)                                | 5.779% (1º)                                |
| 12 | 9 de abril de 2023           | 9.488% (1º)                                | 10.539% (1º)                               |
| Média | Média                        | 6.619%                                     | 7.457%                                     |
| - Na tabela acima, os números em azul representam a audiência média mais baixa e os números em vermelho representam a audiência média mais alta. - Esta série foi ao ar em um canal a cabo/TV paga que normalmente tem uma audiência relativamente menor em comparação com a TV aberta/emissoras públicas (KBS, SBS, MBC, e EBS). |                              |                                            |                                            |

## Prêmios e indicações

### Artigos em lista
| Editor | Ano  | Lista                                             | Colocação | Ref.   |
| ------ | ---- | ------------------------------------------------- | --------- | ------ |
| Time   | 2023 | Os 10 melhores dramas coreanos de 2023 na Netflix | Incluído  | [ 30 ] |